# Кріс Позняк
Кріс Позняк (англ. Chris Poźniak, нар. 10 січня 1981, Краків) — канадський футболіст, що грав на позиції захисника. Відомий за виступами в низці канадських і закордонних клубів, а також національну збірну Канади.

## Клубна кар'єра
Кріс Позняк народився в 1981 році в Кракові, в 1990 році разом із родиною перебрався до Канади, де й розпочав займатися футболом. У професійному футболі дебютував 1999 року виступами за команду «Торонто Лінкс», в якій грав до 2001 року, взявши участь у 42 матчах чемпіонату.
У 2001 році Позняк став гравцем шведської команди «Еребру», у складі якої грав до 2004 року. У 2004 році канадець польського походження перрейшов до норвезького клубу «Гаугесун», у складі якого грав до кінця 2006 року.
На початку 2007 року Кріс Позняк став гравцем канадського клубу Major League Soccer «Торонто», а наступного року грав у американських командах Major League Soccer«Сан-Хосе Ерзквейкс» та «Чівас США». У цьому ж році футболіст грав спочатку в канадському клубі «Ванкувер Вайткепс», а в кінці року перейшов до шотландського клубу «Данді», в якому грав до 2009 року. У 2009 році захисник повернувся до складу «Ванкувер Вайткепс», а з 2010 року знову грав у складі норвезької команди «Гаугесун». У 2012 році керівництво «Гаугесуна» віддало Позняка в оренду до іншого норвезького клубу «Брюне», і в цьому ж році він завершив виступи на футбольних полях.

## Виступи за збірні
Протягом 1998—2004 років Кріс Позняк грав у складі молодіжної збірної Канади. У складі молодіжної збірної футболіст брав участь у молодіжному чемпіонаті світу 2001 року. На молодіжному рівні зіграв у 25 офіційних матчах, забив 3 голи.
У 2002 року Позняк дебютував у складі національної збірної Канади. У складі збірної футболіст був учасником 5 розіграшів розіграшу Золотого кубка КОНКАКАФ — розіграшу Золотого кубка КОНКАКАФ 2002 року, на якому команда здобула бронзові нагороди, розіграшу Золотого кубка КОНКАКАФ 2003 року, розіграшу Золотого кубка КОНКАКАФ 2005 року, розіграшу Золотого кубка КОНКАКАФ 2007 року та розіграшу Золотого кубка КОНКАКАФ 2009 року. Загалом протягом кар'єри в національній команді, в якій грав до 2009 року, провів у її формі 24 матчі, в яких забитими голами не відзначився.